# الغواصة الألمانية يو-927
غواصة يو-927 غواصة يو بوت ألمانية من  بنيت لسلاح بحرية ألمانيا النازية كريغسمارينه، في أحواض نبتون ويرفت خلال الحرب العالمية الثانية.